# Fred Theobald
Alfred „Fred“ Theobald (* 19. Juni 1950 in Pirmasens) ist ein ehemaliger deutscher Ringer. Er war Gewinner von Bronzemedaillen bei den Ringer-Weltmeisterschaften 1975 in Minsk und den Ringer-Europameisterschaften 1976 in Leningrad im griech.-röm. Stil, jeweils im Halbschwergewicht.

## Werdegang
Theobald begann als Jugendlicher beim VfK Thaleischweiler mit dem Ringen und war bereits im Jugend- und Juniorenalter außergewöhnlich erfolgreich. Mit 17 Jahren wurde er 1967 deutscher Jugendmeister in beiden Stilarten in der Klasse bis 70 kg Körpergewicht, 1968 gewann er diesen Titel zum dritten Mal im freien Stil in der Klasse bis 75 kg Körpergewicht. Deutscher Juniorenmeister wurde er, inzwischen für den KSV Köllerbach startend, in den Jahren 1970 in beiden Stilarten im Halbschwergewicht (GR) bzw. Mittelgewicht (F) und 1971 im Halbschwergewicht im griech.-röm. Stil.
Bei den Senioren gelang ihm schon 1970 bei den deutschen Meisterschaften mit einem 2. Platz im Mittelgewicht im freien Stil der Sprung auf das Siegerpodest. Bis zu seinem ersten Einsatz bei einer internationalen Meisterschaft musste sich Fred Theobald allerdings bis 1974 gedulden. Die Jahre von 1974 bis 1976 waren aber sehr erfolgreich. 1974 kam er bei der Weltmeisterschaft in Teheran im griech.-röm. Stil im Halbschwergewicht auf einen guten 6. Platz, wobei er u. a. einen Sieg über den ungarischen Weltklasse-Athleten Károly Bajkó erzielte. Dann gewann er bei der Weltmeisterschaft 1975 in Minsk im Halbschwergewicht die Bronzemedaille. Nach drei Siegen unterlag er erst dem bulgarischen Spitzenringer Stojan Nikolow und dem als einer der besten Ringer im griech.-röm. Stil aller Zeiten geltenden sowjetischen Sportler Waleri Resanzew.
Das sowjetische Pflaster schien Fred Theobald gut zu liegen, denn auch bei der Europameisterschaft 1976 in Leningrad gewann er die Bronzemedaille. Hier unterlag er u. a. dem schwedischen Newcomer Frank Andersson. Bei den Olympischen Spielen 1976 in Montreal war Fred Theobald in keiner guten Form. Nach einem Sieg über den Franzosen Michel Grangier unterlag er in den nächsten Runden gegen den Japaner Sadao Sato und den Ungarn István Séllyei – Ringer, die er in Normalform hätte schlagen können –, schied nach der dritten Runde aus und musste sich mit dem 10. Platz begnügen.
Leider führte dieses verhältnismäßig schlechte Resultat zum Zerwürfnis zwischen Fred Theobald und dem Bundestrainer Heinz Ostermann mit der Folge, dass Fred Theobald mit nur 26 Jahren und trotz seiner bisherigen Erfolge seinen Rücktritt vom internationalen Ringersport erklärte.
Fred Theobald, der auch für den VfK Schifferstadt rang, arbeitete als Bademeister in Pirmasens.

## Internationale Erfolge
(OS = Olympische Spiele, WM = Weltmeisterschaft, EM = Europameisterschaft, GR = griech.-röm. Stil, F = Freistil, Mi = Mittelgewicht, Hs = Halbschwergewicht, damals bis 82 kg bzw. 90 kg Körpergewicht)
- 1970, 3. Platz, Turnier in Efferen, F, Mi, hinter Kurt Elmgren, Schweden u. Milan Lisy, CSSR;
- 1970, 1. Platz, Turnier in Rom, F, Hs, vor Studer, Schweiz u. Mignotto, Italien;
- 1971, 3. Platz, Turnier in Constanța, F, Hs, hinter Horst Stottmeister, DDR u. Marton, Rumänien u. vor Stojan Nikolow, Bulgarien u. Jimmy Martinetti, Schweiz;
- 1972, 1. Platz, "Kopenhagen"-Cup, GR, Hs, vor Piotr Starczynski, Polen u. Bernhard Espersen, Dänemark;
- 1973, 2. Platz, Großer Preis der Bundesrepublik Deutschland in Moosburg an der Isar, GR, Hs, hinter Stojan Nikolow u. vor Kaspar Eham, BRD;
- 1974, 1. Platz, Großer Preis der BRD in Bad Reichenhall, GR, Hs, vor Jan Stawowski, Polen, Bernhard Espersen und Roland Andersson, Schweden;
- 1974, 8. Platz, EM in Madrid, GR, Hs, nach Niederlagen gegen Stojan Nikolow u. Waleri Resanzew, UdSSR;
- 1974, 6. Platz, WM in Teheran, GR, Hs, mit Siegen über Roland Andersson u. Károly Bajkó, Ungarn und einer Niederlage gegen Stojan Nikolow; im Kampf Theobald gegen Ibrahim Kumas aus der Türkei wurden beide Ringer wegen Passivität disqualifiziert;
- 1975, 3. Platz, Turnier in Klippan/Schweden, GR, Hs, hinter Wladimir Iwascheschkin, UdSSR u. Georgi Petkow u. vor Roland Andersson und Stig Kleven, Norwegen;
- 1975, 1. Platz, Turnier in Helsinki, GR, hs, vor Edward Kasperowicz, Polen u. Ilmari Kosonen, Finnland;
- 1975, 1. Platz, Turnier in Västerås, GR, Hs, vor Darko Nišavić, Jugoslawien u. Roland Andersson;
- 1975, 1. Platz, Großer Preis der BRD in Aschaffenburg, GR, Hs, vor Stojan Nikolow, Darko Nišavić u. Toni Kunkel, BRD,
- 1975, 7. Platz, EM in Ludwigshafen am Rhein, GR, hs, nach Niederlagen gegen Dieter Heuer, DDR u. Georgi Petkow;
- 1975, 1. Platz, EG-Meisterschaft in Fredrikshavn/Dänemark, GR, Hs, vor André Bouchoule, Frankreich u. Stig Kleven;
- 1975, 3. Platz, Turnier in Galați, GR, Hs, hinter Wladimir Iwascheschkin und István Séllyei, Ungarn;
- 1975, 3. Platz, WM in Minsk, GR, Hs, mit Siegen über Willie Williams, USA, Michel Grangier, Frankreich u. Aslan Aslan, Türkei u. Niederlagen gegen Waleri Resanzew u. Stojan Nikolow;
- 1975, 1. Platz, Vorolympische Spiele in Montreal, GR, Hs, vor G, Richey, Kanada u. Jorge Serrano, Mexiko;
- 1976, 2. Platz, Großer Preis der BRD in Aschaffenburg, Gr, Hs, hinter Waleri Resanzew u. vor Czesław Kwieciński, Polen, Petre Dicu, Rumänien u. Walentin Stanojew, Bulgarien;
- 1976, 2. Platz, Donau-Cup in Kladovo/Jugoslawien, GR, hs, hinter Darko Nišavić u. vor Jan Stawowski;
- 1976, 3. Platz, EM in Leningrad, GR, Hs, mit Siegen über Darko Nišavić, Wladislaus Bojko, CSSR u. Giuseppe Vitucci, Italien u. Niederlagen gegen Stojan Nikolow, Ants Nisu, UdSSR u. Frank Andersson, Schweden;
- 1976, 10. Platz, OS in Montreal, GR, Hs, mit einem Sieg über Michel Grangier u. Niederlagen gegen Sadao Sato, Japan u. István Séllyei

## Deutsche Meisterschaften
- 1970, 2. Platz, F, Mi, hinter Peter Neumair, AC „Siegfried“ Hallbergmoos u. Otto Alt, VfK Schifferstadt,
- 1971, 2. Platz, GR, Hs, hinter Ernst Knoll, AC Ziegelhausen u. vor Günter Kowalewski, Witten,
- 1972, 2. Platz, GR, Hs, hinter Ernst Knoll u. vor Günter Kowalewski,
- 1974, 1. Platz, GR, Hs, vor Roman Bednarek u. Hans-Günter Klein, Witten,
- 1975, 1. Platz, GR, Hs, vor Günter Klein u. Toni Kunkel, AC „Bavaria“ Aschaffenburg,
- 1977, 3. Platz, GR, Hs, hinter Pedro Pawlidis, Aalen und Günter Klein,
- 1978, 1. Platz, GR, Hs, vor Pedro Pawlidis u. Hagen Kolschefsky